# Mammillaria saboae
Mammillaria saboae (укр. Мамілярія Сабо, мамілярія сабое) — сукулентна рослина з роду мамілярія (Mammillaria) родини кактусових (Cactaceae).

## Історія

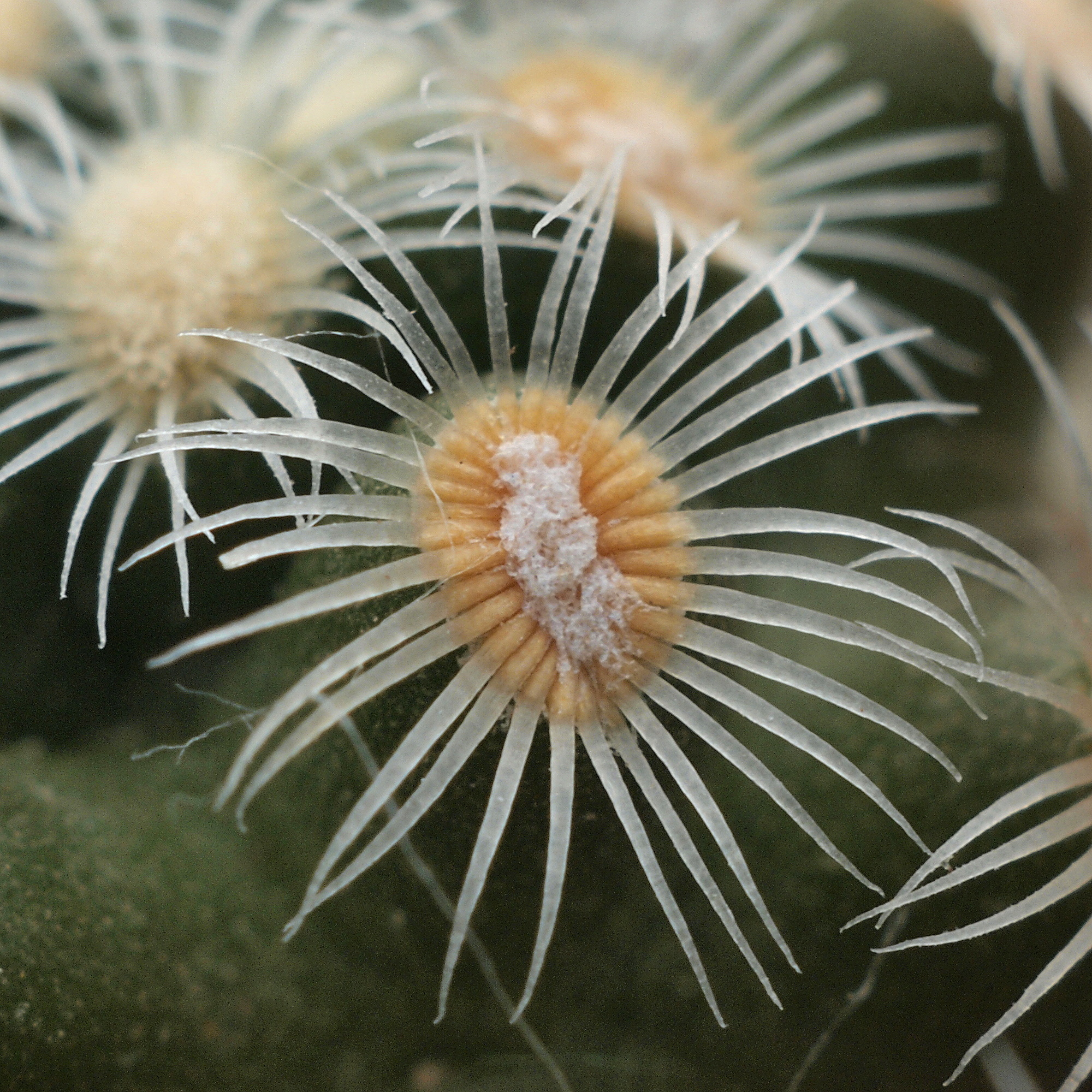
Колючки Mammillaria saboae subsp. haudeana

Вид вперше описаний американським ботаніком Чарльзом Едвардом Глассом (англ. Charles Edward Glass, 1934—1998) у 1966 році у виданні англ. «Cactáceas y Suculentas Mexicanas».

## Етимологія
Видова назва дана на честь дослідниці і збирача кактусів з Вудленд-Гіллз (Лос-Анджелес, Каліфорнія) Кетрін (Кітті) Найт Сабо (англ. Kathryn (Kitty) Knight Sabo, нар. 1917), що була головою Американського товариства любителеів кактусів і сукулентів (англ. Cactus and Succulent Society of America) у 1981—1982 роках. У 1963 році Кетрін та її чоловік Джо відправилися в Барранка-де-Кобре (Мідний Каньйон). У цій поїздці біля села Терреро на південному заході штату Чіуауа син Кітті Браян (тоді йому було 10 років) знайшов квітучу крихітну рослину, яку в 1966 році Чарльз Гласс описав як Mammillaria saboae.

## Ареал і екологія
Mammillaria saboae є ендемічною рослиною Мексики. Ареал розташований у штатах Чіуауа і Сонора. Рослини зростають на висоті від 1400 до 2200 метрів над рівнем моря у відкритому сосново-дубовому лісі в малих западинах глибиною 10-30 мм. Рослини імітують гальку.

## Морфологічний опис
| Орган              | Опис                                                                             |
| Рослини            | Рослини одиночні або формують зарості.                                           |
| Коріння            | м'ясисте, соковите.                                                              |
| Стебло             | яйцеподібне, 1-4 см заввишки, в діаметрі 1-2 см.                                 |
| Епідерміс          | зелений.                                                                         |
| Маміли             | маленькі, округлі, гладкі, без молочного соку.                                   |
| Ареоли             |                                                                                  |
| Аксили             | голі.                                                                            |
| Центральні колючки | немає, рідко 1, пряма, до 2 мм завдовжки.                                        |
| Радіальні колючки  | 17-45, тонкі, скловидно-білі з жовтою основою, трохи зігнуті, до 2 мм завдовжки. |
| Квіти              | воронкоподібні, рожеві, до 65 мм завдовжки і в діаметрі.                         |
| Бутони             |                                                                                  |
| Зовнішні пелюстки  |                                                                                  |
| Внутрішні пелюстки |                                                                                  |
| Тичинки            |                                                                                  |
| Маточка            |                                                                                  |
| Плоди              | занурені в стебло.                                                               |
| Насіння            | чорне.                                                                           |

## Різновиди
Визнано три підвиди Mammillaria saboae: номінаційний підвид — Mammillaria saboae subsp. saboae і підвиди: goldii — Mammillaria saboae subsp. goldii (Glass & R.Foster) D.R.Hunt і haudeana — Mammillaria saboae subsp. haudeana(A.B.Lau & Wagner) D.R.Hunt.

### Mammillaria saboae subsp. saboae
- Рослини охоче формують маленькі зарості.
- Колючок — 17-25.
- Квіти — до 40 мм завдовжки і в діаметрі.
- Ареал зростання — на південному заході Чіуауа.

### Mammillaria saboae subsp. goldii
- Рослини як правило поодинокі.
- Колючок — 34-45.
- Ареал зростання — зустрічається поблизу Накозарі, Сонора.

### Mammillaria saboae subsp. haudeana
- Рослини формують більші зарості.
- Стебло часто досягає 4 см заввишки.
- Колючок — 18-27.
- Квіти — до 65 мм в діаметрі.
- Ареал зростання — поблизу від Єкори, Сонора.

## Чисельність, охоронний статус та заходи по збереженню
Mammillaria saboae входить до Червоного списку Міжнародного союзу охорони природи видів, з найменшим ризиком (LC).
Цей вид викликає найменше занепокоєння у світлі численних великих популяцій, оскільки він є локально поширений, і швидкість зниження його чисельності нижче рівня, необхідного для ініціювання його внесення до категорії під загрозою.
Загальна площа пасовищ розширюэться, але вид, здається, не зачіпається занадто сильно, оскільки часто зростає в безплідних, кам'янистих місцях, але може постраждати від локального витоптування. Існує невелика загроза з боку розширення міст і від видобутку корисних копалин.
Цей вид, незважаючи на його досить широкий діапазон зростання, не відомий в жодній природоохоронній території.
У Мексиці ця рослина занесена до Національного переліку видів, що перебувають під загрозою зникнення, де вона включена до категорії «загрозливих».
Охороняється Конвенцією про міжнародну торгівлю видами дикої фауни і флори, що перебувають під загрозою зникнення (CITES).

## Використання та торгівля
Цей вид популярний у культурі через його мініатюрну форму і великі квіти. Рослини спочатку були зібрані з дикої природи, але тепер цей вид широко доступний з культурних джерел.

## Утримання в культурі
З часу відкриття цього виду більш він, разом з підвидами, став найпопулярнішою групою серед любителів. Його порівняно легко розмножувати за допомогою пагонів, і наразі він дуже поширений в культурі. Цікавою рисою цього виду є відмінність між дикими рослинами, які часто поодинокі, і рослинами в культурі, здатними розростатися до колоній в сотні стебел за кілька років.
Найяскравіше це виражено у номінкоатурного підвиду і у subsp. haudeana. Підвид subsp. goldii або споріднена Mammillaria theresae розростаються набагато повільніше.